# Attila Dargay
Attila Dargay (ur. 20 czerwca 1927 we wsi Mezőnyék, zm. 20 października 2009 w Budapeszcie) – węgierski reżyser filmów animowanych, zaliczany do najwybitniejszych postaci węgierskiej animacji.
Studiował w Węgierskiej Szkole Sztuk Pięknych. Pracował w Pannónia Filmstúdió. Jego pierwszą animacją był film Ne hagyd magad, emberke, skierowany do dorosłych odbiorców. Kolejne spośród jego dzieł były już adresowane głównie do dzieci. Wyreżyserował produkcję Gęsiarek Maciek (Lúdas Matyi), będącą pełnometrażową adaptacją wiersza Mihálya Fazekasa o tej samej nazwie. Był także reżyserem filmu animowanego Lisek Vuk oraz serialu A nagy ho-ho-horgász. Współpracował przy tworzeniu cyklu Mézga család i serialu Gustaw.
W latach 60. został uhonorowany nagrodą Béli Balázsa (Balázs Béla-díj). Na Węgierskim Przeglądzie Filmowym (Magyar Filmszemle) w 2006 r. otrzymał nagrodę za całokształt dorobku. Przyznano mu także tytuły honorowe zasłużonego (érdemes) i wybitnego artysty (kiváló művész).